# Adexa
ADEXA ist eine deutsche Gewerkschaft für Angestellte und Auszubildende in öffentlichen Apotheken mit Sitz in Hamburg.
Sie handelt als alleinige Tarifvertragspartei des Arbeitgeberverbandes Deutscher Apotheken und der übrigen Arbeitgeberverbände die Arbeitsbedingungen und Gehälter aus. Das sind die Tarifgemeinschaft der Apothekenleiter Nordrhein (TGL Nordrhein) und der Sächsische Apothekerverband e. V. (SAV).
Vertreten werden alle Berufsgruppen, die in öffentlichen Apotheken arbeiten (angestellte Apotheker, Pharmazeutisch-technischer Assistent, Pharmazeutisch-kaufmännischer Angestellter, Pharmazieingenieure u. a.), sowie die Auszubildenden, Praktikanten und Pharmaziepraktikanten (Pharmazeuten im Praktikum, PhiP).
Im Jahr 2023 arbeiteten 156.948 (rund 157.000) Personen in Apotheken (53.178 Apotheker, 1.476 Pharmazeuten im Praktikum, 3.706 Apothekerassistenten/Pharmazie-Ingenieure, 67.799 Pharmazeutisch-technische Assistenten, 30.789 Pharmazeutisch-kaufmännische Angestellte). Der Frauenanteil lag insgesamt bei 88,3 %.

## Geschichte
1949 wurde die „Tarifgemeinschaft deutscher angestellter Apotheker“ gegründet. 1954 wurde sie aufgelöst und der Bundesverband der Angestellten in Apotheken (BVA) als unmittelbarer Nachfolger gegründet. 2004 wurde der BVA in „ADEXA – Die Apothekengewerkschaft“ umbenannt.

## Ziele und Angebote
Ziele von ADEXA sind die Verbesserung der Arbeitsbedingungen von Apothekenangestellten und die Sicherung von Arbeitsplätzen. Dies soll durch den Abschluss von Tarifverträgen mit den entsprechenden Arbeitgeberverbänden und die Absicherung der Ansprüche durch Tarifbindung geschehen.
Daneben stellt die Gewerkschaft Rechtsberatung und Rechtsvertretung bei arbeitsrechtlichen Auseinandersetzungen für Mitglieder zur Verfügung und informiert die Mitglieder auch über apothekeninterne Berufspolitik, u. a. durch das eigene Magazin Spektrum. Daneben werden auch Informationen für Auszubildende, Studierende und Studieninteressierte bereitgestellt.
Fortbildungsangebote sind überwiegend auf berufspolitische Inhalte fokussiert. Aus dem Bereich der rein pharmazeutisch-fachlichen Veranstaltungen, die seit Anfang 2008 von der ADEXA Wissenswerkstatt GmbH organisiert worden sind, zog sich ADEXA zum 1. Januar 2011 weitgehend zurück.
Mitglieder können außerdem Dienstleistungen wie Steuerberatung (über Kooperationspartner) in Anspruch nehmen.

## Organisation
Die Gewerkschaft gliederte sich bis Ende 2017 in 17 Landesgruppen mit gleichfalls 17 ehrenamtlichen Landesvorständen. Im Rahmen einer Hauptmitgliederversammlung wurde beschlossen, die Landesgruppen künftig in vier Regionen zusammenzufassen.
Der Beirat von ADEXA besteht aus zwölf Mitgliedern, drei je Region. Der Bundesvorstand wird alle fünf Jahre durch die Delegiertenversammlung gewählt.
Alle Mitglieder werden je nach Ausbildung einer der vier ADEXA-Berufsgruppen zugeordnet. Diese gibt es für Apotheker, für Pharmazieingenieure und Apothekerassistenten, für pharmazeutisch-technische Assistenten und Apothekenassistenten sowie für pharmazeutisch-kaufmännische Angestellte, pharmazeutische Assistenten und Apothekenfacharbeiter. Die Fachgruppen vertreten die spezifischen Belange der einzelnen Berufsgruppen.
Die ADEXA-Berufsgruppe Apotheker befasst sich auch mit dem Thema Filialleitung: Filialleiter in Apotheken sind angestellte Führungskräfte und damit ein Bindeglied zwischen Angestellten und Inhabern.
Die Rechtsabteilung, die Abteilung „Presse- und Öffentlichkeitsarbeit“ sowie der Bereich „Messen und Veranstaltungen“ sind für die Beratung und Organisation dieser speziellen Fachgebiete zuständig.
Die Tarifkommission von ADEXA verhandelt mit den Arbeitgeberverbänden, bereitet Abschlüsse vor und stimmt über den Abschluss oder die Kündigung von Tarifverträgen ab.
Seit April 2016 gibt es vier regionale Geschäftsstellen, die für Mitglieder in den folgenden Kammerbezirken zuständig sind:
- Region Nord: Niedersachsen, Bremen, Hamburg, Schleswig-Holstein und Mecklenburg-Vorpommern
- Region West: Nordrhein und Westfalen-Lippe
- Region Mitte & Ost: Hessen, Thüringen, Sachsen, Sachsen-Anhalt, Berlin, Brandenburg
- Region Süd: Rheinland-Pfalz, Saarland, Baden-Württemberg, Bayern

Pro Region werden sechs bis zwölf Personen von den ADEXA-Mitgliedern als Regionsvorstand gewählt. Davon werden drei Vertreter pro Region in den bundesweiten Beirat entsandt. Die Amtszeit beträgt drei Jahre. Regionsvorstände und Beiratsmitglieder halten zusammen mit den regionalen Geschäftsstellen den Kontakt zu Mitgliedern, Kammern, Verbänden, Schulen oder Unis. Sie organisieren auch verschiedene regionale Veranstaltungen.
Seit 2016 ist eine Gruppe junger Mitglieder bei ADEXA aktiv, die JuMis. Diese vertritt die Interessen von Berufsanfängern und jungen Mitgliedern bis etwa 35 Jahren.

## Tarifverträge: aktuelle Entwicklung
In derzeitigen Gehaltsverhandlungen mit dem ADA und mit der TGL Nordrhein fordert ADEXA ein Plus von 10,5 %. Um dies zu finanzieren, bringt die Gewerkschaft eine gesetzliche Personalzulage als Vorschlag in das Gespräch. Der Tarifvertrag mit dem SAV läuft weiter; zum 1. Januar 2024 sind Gehaltsänderungen in Kraft getreten.
Seit 1. Januar 2022 gilt ein Gehaltstarifvertrag, der zwischen ADEXA und dem ADA abgeschlossen worden ist. Beide Seiten haben sich auf zweistufige Gehaltserhöhungen verständigt. Er galt bis Ende 2023 und wurde dann von ADEXA  fristgerecht gekündigt.
Rückwirkend zum 1. Januar 2022 haben ADEXA und die TGL Nordrhein einen neuen Gehaltstarifvertrag mit mehrstufigen Gehaltserhöhungen. Er hat eine Laufzeit bis Ende 2023.
Seit 1. Januar 2023 gelten auch im Kammerbezirk Sachsen ein Gehalts- und ein Rahmentarifvertrag. Sie orientieren sich in vielen Aspekten an den Tarifverträgen mit dem ADA bzw. mit der TGL Nordrhein. Zu den Unterschieden zählen ein Tarifvertrag zur Vergütung von Fort- und Weiterbildungen (TV FBWB) und ein Tarifvertrag zu leistungsorientierten Bezahlung.
Daneben gibt es einen Bundesrahmentarifvertrag von 2015 für alle Kammerbezirke mit Ausnahme von Sachsen (eigener Rahmentarifvertrag) und Nordrhein (hier gilt der Rahmentarifvertrag Nordrhein vom 1. Januar 2020). Unter anderem besteht Anspruch auf eine tarifliche Sonderzahlung und 34 Tage Erholungsurlaub. Unter anderem gilt eine Höchstarbeitszeit von 24 Stunden für Notdienste und ein Anspruch des gesamten pharmazeutischen Personals auf sechs Tage Fortbildungsurlaub in zwei Jahren, auch in den Bundesländern, in denen rechtlich kein Bildungsurlaub nicht vorgesehen ist.

## Tarifverträge: Historie
Laut Tarifabschluss mit dem Arbeitgeberverband Deutscher Apotheken (ADA) steigen die Gehälter ab 1. Januar 2020 um 1,9 Prozent sowie ab 1. Januar 2021 um weitere 1,5 Prozent. Außerdem erhöht sich der tarifliche Urlaubsanspruch ab 1. Januar 2020 um einen Tag auf 34 Tage (bzw. 35 Tage bei längerer Betriebszugehörigkeit). Dieser Tarifabschluss gilt in allen Kammerbezirken außer in Nordrhein und in Sachsen.
Für den Kammerbezirk Nordrhein wurde mit Wirkung zum 1. Januar 2020 ein neuer Gehaltstarifvertrag abgeschlossen.
Beim Tarifabschluss mit dem ADA stiegen alle Gehälter zum 1. September 2018 um 3,0 Prozent. Diese Erhöhung galt in allen Kammerbezirken außer in Sachsen und in Nordrhein.
Bereits Mitte 2015 hatten sich der ADA und die Gewerkschaft auf neue Notdienstvergütungen (85 Euro für die Zeit von 22 Uhr bis 8 Uhr) verständigt. Die Regelung galt rückwirkend ab 1. Januar 2015.
Zum 1. Januar 2016 stiegen die Gehälter je nach Berufsgruppe und Berufsjahresgruppe zwischen 1,8 Prozent und 2,5 Prozent. Per 1. Juni 2017 erhielten Angestellte öffentlicher Apotheken eine Gehaltserhöhung von 2,5 Prozent.
Mit Wirkung zum 1. Juli 2013 hatten der Arbeitgeberverband Deutscher Apotheken und ADEXA für alle Kammerbezirke außer Nordrhein und Sachsen einen neuen Gehaltstarifvertrag mit zweijähriger Laufzeit unterzeichnet. Die Änderungen: Im ersten Jahr (1. Juli 2013 bis 30. Juni 2014) erhielten PTA bis zum 8. Berufsjahr und PKA bis zum 9. Berufsjahr 3,0 Prozent mehr. Für PTA und PKA mit mehr Berufserfahrung stieg das Gehalt um 2,8 Prozent. Apotheker, Apothekerassistenten, Pharmazie-Ingenieure sowie Apothekenassistenten bekamen ebenfalls 2,8 Prozent mehr. Die Ausbildungsvergütung für Pharmazeuten im Praktikum stieg von monatlich 670 Euro auf 750 Euro. Bei PTA-Praktikanten erhöhte sich die Vergütung von monatlich 533 auf 633 Euro. PKA-Auszubildende erhielten im 1. Ausbildungsjahr statt 533 Euro nunmehr 633 Euro. Bei Azubis im 2. Jahr stieg die Vergütung von monatlich 604 auf 684 Euro, und im 3. Jahr von 664 auf 724 Euro. Ab 1. Juli 2014 wurden die Tarifgehälter für alle Berufsgruppen (ohne Auszubildende) um weitere 1,5 Prozent angehoben.
Zum 1. Januar 2012 wurde vom Arbeitgeberverband Deutscher Apotheken und der Gewerkschaft eine arbeitgeberfinanzierte betriebliche Altersvorsorge eingeführt. Dabei wurde ein nach Arbeitszeit gestufter Arbeitgeberbeitrag zwischen 10 Euro (für Teilzeitkräfte bis zu zehn Wochenstunden und für PKA-Auszubildende) bis 27,50 Euro (für Mitarbeiter mit mehr als 30 Stunden pro Woche) beschlossen, sowie ein Arbeitgeberzuschuss bei einer (freiwilligen) Entgeltumwandlung durch den Arbeitnehmer von 20 Prozent des umgewandelten Betrages.
Daneben gab es einen Bundesrahmentarifvertrag von 2011 für alle Kammerbezirke mit Ausnahme von Sachsen (Austritt der Arbeitgeber aus dem Arbeitgeberverband) und Nordrhein (hier gilt der Rahmentarifvertrag Nordrhein). Unter anderem bestand Anspruch auf eine tarifliche Sonderzahlung und 30 Tage Erholungsurlaub. Unter anderem gilt eine Höchstarbeitszeit von 24 Stunden für Notdienste und ein Anspruch des gesamten pharmazeutischen Personals auf sechs Tage Bildungsurlaub in zwei Jahren, auch in den Ländern, in denen dieser rechtlich nicht vorgesehen ist. Diese Regelung galt bislang nur für Apotheker.

## Erhalt von Arbeitsplätzen
Am 19. Oktober 2016 hatte der Europäische Gerichtshof entschieden, dass sich ausländische Versandapotheken nicht an die in Deutschland geltende Festpreisbindung für verschreibungspflichtige Arzneimittel halten müssen. ADEXA befürchtet den Verlust von Arbeitsplätzen in öffentlichen Apotheken, deshalb hat sich der Beirat in einer Resolution für ein Versandverbot verschreibungspflichtiger Arzneimittel eingesetzt. Ein Streik komme derzeit aber nicht infrage.

## Ausbildung
Die Gewerkschaft hat eine Reform der Ausbildung pharmazeutisch-technischer Assistenten angeregt. Das Berufsbild soll neuen Anforderungen angepasst werden. Im März 2015 gab es einen ersten runden Tisch. Inwieweit die Ausbildungszeit verändert werden soll, war Gegenstand einer kontroversen Diskussion. Beim Treffen am 17. März 2016 sprach sich die Mehrheit aller Teilnehmer für die zweijährigen Schulzeit und das einjährige Praktikum mit begleitendem Unterricht und verpflichtender tariflicher Ausbildungsvergütung aus. Trotzdem konnten sich die Verantwortlichen nicht auf ein weiteres Vorgehen verständigen. Am 31. Juli 2018 verabschiedeten ADEXA und der Bundesverband Pharmazeutisch-technischer Assistenten ein Positionspapier mit Eckpunkten zur Novellierung. Das Dokument ging an den Gesundheitsausschuss im Bundestag. Letztlich wurde die Fachschulzeit nicht verlängert; es gab aber diverse inhaltliche Anpassungen.
Am 8. Februar 2023 hat ADEXA an Gesprächen zur Novellierung der Approbationsordnung für Apotheker im Bundesministerium für Gesundheit teilgenommen. Hier geht es um die Frage, welche Änderungen erforderlich sind.

## Europäische Netzwerke
ADEXA ist Gründungsmitglied von Employed Community Pharmacists in Europe. Außerdem ist die Gewerkschaft Mitglied der European Association of Pharmacy Technicians (EAPT), eines Verbands europäischer PTA-Gewerkschaften und -Berufsverbände.